# Middleton-on-the-Wolds
Middleton-on-the-Wolds är en by och civil parish (benämnd Middleton) i kommunen East Riding of Yorkshire i England. Byn nämndes i Domedagsboken (Domesday Book) år 1086, och kallades då Middeltun(e).